# Gasparia parva
Gasparia parva är en spindelart som beskrevs av Forster 1970. Gasparia parva ingår i släktet Gasparia och familjen Desidae. Inga underarter finns listade i Catalogue of Life.